# Liste des communes de Loir-et-Cher
Pour les autres listes de communes françaises, voir Listes des communes de France.
| - Le Loir-et-Cher en France métropolitaine. - Carte des communes du Loir-et-Cher (en 2015). |

Cette page liste les 267 communes du département français de Loir-et-Cher au 1er janvier 2025.

## Historique
Le département de Loir-et-Cher a été créé le 4 mars 1790 en application de la loi du 22 décembre 1789. Lors de l'établissement des communes, certaines d'entre elles étaient déjà formées de plusieurs paroisses (ex. : Seillac).
Au cours du XXe siècle, plusieurs communes ont également fusionné pour créer une entité unique, comme à Saint-Laurent-Nouan.
Depuis 2016, neuf « communes nouvelles » se sont créées sur la base de 33 anciennes communes, passant leur nombre de 291 à 267 (au 1er janvier 2023).

## Liste des communes
Le tableau suivant donne la liste des communes au 1er janvier 2025, en précisant leur code Insee, leur code postal principal, leur arrondissement, leur canton, leur intercommunalité, leur superficie, leur population et leur densité, d'après les chiffres de l'Insee issus du recensement 2022,.
| Nom                                | Code Insee | Code postal       | Arrondissement       | Canton                          | Intercommunalité                    | Superficie (km2) | Population (dernière pop. légale) | Densité (hab./km2) | Modifier                                    |
| ---------------------------------- | ---------- | ----------------- | -------------------- | ------------------------------- | ----------------------------------- | ---------------- | --------------------------------- | ------------------ | ------------------------------------------- |
| Blois (préfecture)                 | 41018      | 41000             | Blois                | Blois-1 Blois-2 Blois-3 Vineuil | CA de Blois « Agglopolys »          | 37,46            | 47 092 (2022)                     | 1 257              | modifier les données · modifier les données |
| Ambloy                             | 41001      | 41310             | Vendôme              | Montoire-sur-le-Loir            | CA Territoires Vendômois            | 13,16            | 187 (2022)                        | 14                 | modifier les données · modifier les données |
| Angé                               | 41002      | 41400             | Romorantin-Lanthenay | Saint-Aignan                    | CC Val-de-Cher-Controis             | 17,36            | 801 (2022)                        | 46                 | modifier les données · modifier les données |
| Areines                            | 41003      | 41100             | Vendôme              | Vendôme                         | CA Territoires Vendômois            | 4,84             | 580 (2022)                        | 120                | modifier les données · modifier les données |
| Artins                             | 41004      | 41800             | Vendôme              | Montoire-sur-le-Loir            | CA Territoires Vendômois            | 11,72            | 269 (2022)                        | 23                 | modifier les données · modifier les données |
| Autainville                        | 41006      | 41240             | Blois                | La Beauce                       | CC Beauce Val de Loire              | 25,01            | 429 (2022)                        | 17                 | modifier les données · modifier les données |
| Authon                             | 41007      | 41310             | Vendôme              | Montoire-sur-le-Loir            | CA Territoires Vendômois            | 32,26            | 749 (2022)                        | 23                 | modifier les données · modifier les données |
| Avaray                             | 41008      | 41500             | Blois                | La Beauce                       | CC Beauce Val de Loire              | 13,88            | 680 (2022)                        | 49                 | modifier les données · modifier les données |
| Averdon                            | 41009      | 41330             | Blois                | Veuzain-sur-Loire               | CA de Blois « Agglopolys »          | 29,14            | 677 (2022)                        | 23                 | modifier les données · modifier les données |
| Azé                                | 41010      | 41100             | Vendôme              | Vendôme                         | CA Territoires Vendômois            | 31,93            | 986 (2022)                        | 31                 | modifier les données · modifier les données |
| Baillou                            | 41012      | 41170             | Vendôme              | Le Perche                       | CC des Collines du Perche           | 19,85            | 205 (2022)                        | 10                 | modifier les données · modifier les données |
| Bauzy                              | 41013      | 41250             | Blois                | Chambord                        | CC du Grand Chambord                | 24,70            | 271 (2022)                        | 11                 | modifier les données · modifier les données |
| Beauce la Romaine                  | 41173      | 41160 41240       | Blois                | La Beauce                       | CC des Terres du Val de Loire       | 136,51           | 3 350 (2022)                      | 25                 | modifier les données · modifier les données |
| Beauchêne                          | 41014      | 41170             | Vendôme              | Le Perche                       | CC des Collines du Perche           | 10,08            | 165 (2022)                        | 16                 | modifier les données · modifier les données |
| Billy                              | 41016      | 41130             | Romorantin-Lanthenay | Selles-sur-Cher                 | CC du Romorantinais et du Monestois | 26,47            | 1 102 (2022)                      | 42                 | modifier les données · modifier les données |
| Binas                              | 41017      | 41240             | Blois                | La Beauce                       | CC des Terres du Val de Loire       | 26,38            | 658 (2022)                        | 25                 | modifier les données · modifier les données |
| Boisseau                           | 41019      | 41290             | Blois                | La Beauce                       | CC Beauce Val de Loire              | 8,06             | 104 (2022)                        | 13                 | modifier les données · modifier les données |
| Bonneveau                          | 41020      | 41800             | Vendôme              | Le Perche                       | CA Territoires Vendômois            | 10,95            | 455 (2022)                        | 42                 | modifier les données · modifier les données |
| Bouffry                            | 41022      | 41270             | Vendôme              | Le Perche                       | CC du Perche et Haut Vendômois      | 17,73            | 136 (2022)                        | 7,7                | modifier les données · modifier les données |
| Boursay                            | 41024      | 41270             | Vendôme              | Le Perche                       | CC des Collines du Perche           | 22,08            | 179 (2022)                        | 8,1                | modifier les données · modifier les données |
| Bracieux                           | 41025      | 41250             | Blois                | Chambord                        | CC du Grand Chambord                | 2,95             | 1 341 (2022)                      | 455                | modifier les données · modifier les données |
| Brévainville                       | 41026      | 41160             | Vendôme              | Le Perche                       | CC du Perche et Haut Vendômois      | 16,16            | 161 (2022)                        | 10,0               | modifier les données · modifier les données |
| Briou                              | 41027      | 41370             | Blois                | La Beauce                       | CC Beauce Val de Loire              | 10,17            | 143 (2022)                        | 14                 | modifier les données · modifier les données |
| Busloup                            | 41028      | 41160             | Vendôme              | Le Perche                       | CC du Perche et Haut Vendômois      | 18,94            | 496 (2022)                        | 26                 | modifier les données · modifier les données |
| Candé-sur-Beuvron                  | 41029      | 41120             | Blois                | Blois-3                         | CA de Blois « Agglopolys »          | 15,49            | 1 487 (2022)                      | 96                 | modifier les données · modifier les données |
| Cellé                              | 41030      | 41360             | Vendôme              | Le Perche                       | CA Territoires Vendômois            | 12,67            | 225 (2022)                        | 18                 | modifier les données · modifier les données |
| Cellettes                          | 41031      | 41120             | Blois                | Vineuil                         | CA de Blois « Agglopolys »          | 20,96            | 2 700 (2022)                      | 129                | modifier les données · modifier les données |
| Chailles                           | 41032      | 41120             | Blois                | Blois-3                         | CA de Blois « Agglopolys »          | 18,54            | 2 708 (2022)                      | 146                | modifier les données · modifier les données |
| Chambord                           | 41034      | 41250             | Blois                | Chambord                        | CC du Grand Chambord                | 54,38            | 99 (2022)                         | 1,8                | modifier les données · modifier les données |
| Champigny-en-Beauce                | 41035      | 41330             | Blois                | Veuzain-sur-Loire               | CA de Blois « Agglopolys »          | 22,31            | 607 (2022)                        | 27                 | modifier les données · modifier les données |
| Chaon                              | 41036      | 41600             | Romorantin-Lanthenay | La Sologne                      | CC Cœur de Sologne                  | 31,85            | 440 (2022)                        | 14                 | modifier les données · modifier les données |
| La Chapelle-Enchérie               | 41037      | 41290             | Vendôme              | Le Perche                       | CC du Perche et Haut Vendômois      | 10,76            | 211 (2022)                        | 20                 | modifier les données · modifier les données |
| La Chapelle-Montmartin             | 41038      | 41320             | Romorantin-Lanthenay | Selles-sur-Cher                 | CC du Romorantinais et du Monestois | 10,72            | 409 (2022)                        | 38                 | modifier les données · modifier les données |
| La Chapelle-Saint-Martin-en-Plaine | 41039      | 41500             | Blois                | La Beauce                       | CC Beauce Val de Loire              | 22,83            | 693 (2022)                        | 30                 | modifier les données · modifier les données |
| La Chapelle-Vendômoise             | 41040      | 41330             | Blois                | Veuzain-sur-Loire               | CA de Blois « Agglopolys »          | 13,07            | 797 (2022)                        | 61                 | modifier les données · modifier les données |
| La Chapelle-Vicomtesse             | 41041      | 41270             | Vendôme              | Le Perche                       | CC du Perche et Haut Vendômois      | 15,03            | 160 (2022)                        | 11                 | modifier les données · modifier les données |
| Châteauvieux                       | 41042      | 41110             | Romorantin-Lanthenay | Saint-Aignan                    | CC Val-de-Cher-Controis             | 33,48            | 524 (2022)                        | 16                 | modifier les données · modifier les données |
| Châtillon-sur-Cher                 | 41043      | 41130             | Romorantin-Lanthenay | Saint-Aignan                    | CC Val-de-Cher-Controis             | 29,66            | 1 661 (2022)                      | 56                 | modifier les données · modifier les données |
| Châtres-sur-Cher                   | 41044      | 41320             | Romorantin-Lanthenay | Selles-sur-Cher                 | CC du Romorantinais et du Monestois | 35,33            | 1 134 (2022)                      | 32                 | modifier les données · modifier les données |
| Chaumont-sur-Loire                 | 41045      | 41150             | Blois                | Blois-3                         | CA de Blois « Agglopolys »          | 26,84            | 1 091 (2022)                      | 41                 | modifier les données · modifier les données |
| Chaumont-sur-Tharonne              | 41046      | 41600             | Romorantin-Lanthenay | La Sologne                      | CC Cœur de Sologne                  | 78,33            | 1 045 (2022)                      | 13                 | modifier les données · modifier les données |
| La Chaussée-Saint-Victor           | 41047      | 41260             | Blois                | Blois-2                         | CA de Blois « Agglopolys »          | 6,63             | 4 488 (2022)                      | 677                | modifier les données · modifier les données |
| Chauvigny-du-Perche                | 41048      | 41270             | Vendôme              | Le Perche                       | CC du Perche et Haut Vendômois      | 23,43            | 230 (2022)                        | 9,8                | modifier les données · modifier les données |
| Chémery                            | 41049      | 41700             | Romorantin-Lanthenay | Saint-Aignan                    | CC Val-de-Cher-Controis             | 34,16            | 944 (2022)                        | 28                 | modifier les données · modifier les données |
| Cheverny                           | 41050      | 41700             | Blois                | Vineuil                         | CA de Blois « Agglopolys »          | 33,00            | 908 (2022)                        | 28                 | modifier les données · modifier les données |
| Chissay-en-Touraine                | 41051      | 41400             | Romorantin-Lanthenay | Montrichard Val de Cher         | CC Val-de-Cher-Controis             | 18,17            | 1 076 (2022)                      | 59                 | modifier les données · modifier les données |
| Chitenay                           | 41052      | 41120             | Blois                | Vineuil                         | CA de Blois « Agglopolys »          | 15,61            | 1 136 (2022)                      | 73                 | modifier les données · modifier les données |
| Choue                              | 41053      | 41170             | Vendôme              | Le Perche                       | CC des Collines du Perche           | 37,39            | 515 (2022)                        | 14                 | modifier les données · modifier les données |
| Choussy                            | 41054      | 41700             | Romorantin-Lanthenay | Montrichard Val de Cher         | CC Val-de-Cher-Controis             | 15,45            | 352 (2022)                        | 23                 | modifier les données · modifier les données |
| Conan                              | 41057      | 41290             | Blois                | La Beauce                       | CC Beauce Val de Loire              | 15,30            | 161 (2022)                        | 11                 | modifier les données · modifier les données |
| Concriers                          | 41058      | 41370             | Blois                | La Beauce                       | CC Beauce Val de Loire              | 4,84             | 188 (2022)                        | 39                 | modifier les données · modifier les données |
| Le Controis-en-Sologne             | 41059      | 41120 41400 41700 | Romorantin-Lanthenay | Blois-3 Montrichard Val de Cher | CC Val-de-Cher-Controis             | 100,41           | 6 787 (2022)                      | 68                 | modifier les données · modifier les données |
| Cormenon                           | 41060      | 41170             | Vendôme              | Le Perche                       | CC des Collines du Perche           | 5,76             | 690 (2022)                        | 120                | modifier les données · modifier les données |
| Cormeray                           | 41061      | 41120             | Blois                | Vineuil                         | CA de Blois « Agglopolys »          | 10,31            | 1 568 (2022)                      | 152                | modifier les données · modifier les données |
| Couddes                            | 41062      | 41700             | Romorantin-Lanthenay | Montrichard Val de Cher         | CC Val-de-Cher-Controis             | 18,64            | 534 (2022)                        | 29                 | modifier les données · modifier les données |
| Couëtron-au-Perche                 | 41248      | 41170             | Vendôme              | Le Perche                       | CC des Collines du Perche           | 86,47            | 1 045 (2022)                      | 12                 | modifier les données · modifier les données |
| Couffy                             | 41063      | 41110             | Romorantin-Lanthenay | Saint-Aignan                    | CC Val-de-Cher-Controis             | 14,92            | 503 (2022)                        | 34                 | modifier les données · modifier les données |
| Coulommiers-la-Tour                | 41065      | 41100             | Vendôme              | Montoire-sur-le-Loir            | CA Territoires Vendômois            | 12,12            | 575 (2022)                        | 47                 | modifier les données · modifier les données |
| Cour-Cheverny                      | 41067      | 41700             | Blois                | Vineuil                         | CA de Blois « Agglopolys »          | 29,80            | 2 830 (2022)                      | 95                 | modifier les données · modifier les données |
| Cour-sur-Loire                     | 41069      | 41500             | Blois                | La Beauce                       | CC Beauce Val de Loire              | 5,40             | 252 (2022)                        | 47                 | modifier les données · modifier les données |
| Courbouzon                         | 41066      | 41500             | Blois                | La Beauce                       | CC Beauce Val de Loire              | 6,41             | 424 (2022)                        | 66                 | modifier les données · modifier les données |
| Courmemin                          | 41068      | 41230             | Romorantin-Lanthenay | Chambord                        | CC du Romorantinais et du Monestois | 24,17            | 498 (2022)                        | 21                 | modifier les données · modifier les données |
| Crouy-sur-Cosson                   | 41071      | 41220             | Blois                | Chambord                        | CC du Grand Chambord                | 28,37            | 521 (2022)                        | 18                 | modifier les données · modifier les données |
| Crucheray                          | 41072      | 41100             | Vendôme              | Montoire-sur-le-Loir            | CA Territoires Vendômois            | 25,43            | 422 (2022)                        | 17                 | modifier les données · modifier les données |
| Danzé                              | 41073      | 41160             | Vendôme              | Le Perche                       | CA Territoires Vendômois            | 42,26            | 671 (2022)                        | 16                 | modifier les données · modifier les données |
| Dhuizon                            | 41074      | 41220             | Romorantin-Lanthenay | Chambord                        | CC de la Sologne des Étangs         | 43,34            | 1 200 (2022)                      | 28                 | modifier les données · modifier les données |
| Droué                              | 41075      | 41270             | Vendôme              | Le Perche                       | CC du Perche et Haut Vendômois      | 24,04            | 1 027 (2022)                      | 43                 | modifier les données · modifier les données |
| Épiais                             | 41077      | 41290             | Blois                | La Beauce                       | CC Beauce Val de Loire              | 8,70             | 119 (2022)                        | 14                 | modifier les données · modifier les données |
| Épuisay                            | 41078      | 41360             | Vendôme              | Le Perche                       | CA Territoires Vendômois            | 23,52            | 790 (2022)                        | 34                 | modifier les données · modifier les données |
| Les Essarts                        | 41079      | 41800             | Vendôme              | Montoire-sur-le-Loir            | CA Territoires Vendômois            | 4,38             | 98 (2022)                         | 22                 | modifier les données · modifier les données |
| Faverolles-sur-Cher                | 41080      | 41400             | Romorantin-Lanthenay | Montrichard Val de Cher         | CC Val-de-Cher-Controis             | 15,51            | 1 426 (2022)                      | 92                 | modifier les données · modifier les données |
| Faye                               | 41081      | 41100             | Vendôme              | Montoire-sur-le-Loir            | CA Territoires Vendômois            | 8,70             | 220 (2022)                        | 25                 | modifier les données · modifier les données |
| La Ferté-Beauharnais               | 41083      | 41210             | Romorantin-Lanthenay | Chambord                        | CC de la Sologne des Étangs         | 2,42             | 582 (2022)                        | 240                | modifier les données · modifier les données |
| La Ferté-Imbault                   | 41084      | 41300             | Romorantin-Lanthenay | La Sologne                      | CC de la Sologne des Rivières       | 50,02            | 951 (2022)                        | 19                 | modifier les données · modifier les données |
| La Ferté-Saint-Cyr                 | 41085      | 41220             | Blois                | Chambord                        | CC du Grand Chambord                | 57,93            | 1 078 (2022)                      | 19                 | modifier les données · modifier les données |
| Fontaine-les-Coteaux               | 41087      | 41800             | Vendôme              | Le Perche                       | CA Territoires Vendômois            | 22,11            | 326 (2022)                        | 15                 | modifier les données · modifier les données |
| Fontaine-Raoul                     | 41088      | 41270             | Vendôme              | Le Perche                       | CC du Perche et Haut Vendômois      | 21,90            | 235 (2022)                        | 11                 | modifier les données · modifier les données |
| Fontaines-en-Sologne               | 41086      | 41250             | Blois                | Chambord                        | CC du Grand Chambord                | 46,25            | 659 (2022)                        | 14                 | modifier les données · modifier les données |
| La Fontenelle                      | 41089      | 41270             | Vendôme              | Le Perche                       | CC du Perche et Haut Vendômois      | 20,10            | 207 (2022)                        | 10                 | modifier les données · modifier les données |
| Fortan                             | 41090      | 41360             | Vendôme              | Le Perche                       | CA Territoires Vendômois            | 5,98             | 253 (2022)                        | 42                 | modifier les données · modifier les données |
| Fossé                              | 41091      | 41330             | Blois                | Veuzain-sur-Loire               | CA de Blois « Agglopolys »          | 10,20            | 1 270 (2022)                      | 125                | modifier les données · modifier les données |
| Françay                            | 41093      | 41190             | Blois                | Veuzain-sur-Loire               | CA de Blois « Agglopolys »          | 20,31            | 271 (2022)                        | 13                 | modifier les données · modifier les données |
| Fresnes                            | 41094      | 41700             | Romorantin-Lanthenay | Montrichard Val de Cher         | CC Val-de-Cher-Controis             | 16,02            | 1 199 (2022)                      | 75                 | modifier les données · modifier les données |
| Fréteval                           | 41095      | 41160             | Vendôme              | Le Perche                       | CC du Perche et Haut Vendômois      | 20,49            | 1 065 (2022)                      | 52                 | modifier les données · modifier les données |
| Le Gault-du-Perche                 | 41096      | 41270             | Vendôme              | Le Perche                       | CC des Collines du Perche           | 28,20            | 319 (2022)                        | 11                 | modifier les données · modifier les données |
| Gièvres                            | 41097      | 41130             | Romorantin-Lanthenay | Selles-sur-Cher                 | CC du Romorantinais et du Monestois | 38,05            | 2 290 (2022)                      | 60                 | modifier les données · modifier les données |
| Gombergean                         | 41098      | 41310             | Vendôme              | Montoire-sur-le-Loir            | CA Territoires Vendômois            | 12,18            | 163 (2022)                        | 13                 | modifier les données · modifier les données |
| Gy-en-Sologne                      | 41099      | 41230             | Romorantin-Lanthenay | Selles-sur-Cher                 | CC Val-de-Cher-Controis             | 35,92            | 496 (2022)                        | 14                 | modifier les données · modifier les données |
| Les Hayes                          | 41100      | 41800             | Vendôme              | Montoire-sur-le-Loir            | CA Territoires Vendômois            | 15,71            | 172 (2022)                        | 11                 | modifier les données · modifier les données |
| Herbault                           | 41101      | 41190             | Blois                | Veuzain-sur-Loire               | CA de Blois « Agglopolys »          | 13,01            | 1 139 (2022)                      | 88                 | modifier les données · modifier les données |
| Houssay                            | 41102      | 41800             | Vendôme              | Montoire-sur-le-Loir            | CA Territoires Vendômois            | 16,56            | 371 (2022)                        | 22                 | modifier les données · modifier les données |
| Huisseau-en-Beauce                 | 41103      | 41310             | Vendôme              | Montoire-sur-le-Loir            | CA Territoires Vendômois            | 8,98             | 410 (2022)                        | 46                 | modifier les données · modifier les données |
| Huisseau-sur-Cosson                | 41104      | 41350             | Blois                | Chambord                        | CC du Grand Chambord                | 22,79            | 2 293 (2022)                      | 101                | modifier les données · modifier les données |
| Josnes                             | 41105      | 41370             | Blois                | La Beauce                       | CC Beauce Val de Loire              | 20,63            | 862 (2022)                        | 42                 | modifier les données · modifier les données |
| Lamotte-Beuvron                    | 41106      | 41600             | Romorantin-Lanthenay | La Sologne                      | CC Cœur de Sologne                  | 23,34            | 4 519 (2022)                      | 194                | modifier les données · modifier les données |
| Lancé                              | 41107      | 41310             | Vendôme              | Montoire-sur-le-Loir            | CA Territoires Vendômois            | 18,01            | 474 (2022)                        | 26                 | modifier les données · modifier les données |
| Lancôme                            | 41108      | 41190             | Blois                | Veuzain-sur-Loire               | CA de Blois « Agglopolys »          | 9,89             | 121 (2022)                        | 12                 | modifier les données · modifier les données |
| Landes-le-Gaulois                  | 41109      | 41190             | Blois                | Veuzain-sur-Loire               | CA de Blois « Agglopolys »          | 24,15            | 727 (2022)                        | 30                 | modifier les données · modifier les données |
| Langon-sur-Cher                    | 41110      | 41320             | Romorantin-Lanthenay | Selles-sur-Cher                 | CC du Romorantinais et du Monestois | 38,82            | 826 (2022)                        | 21                 | modifier les données · modifier les données |
| Lassay-sur-Croisne                 | 41112      | 41230             | Romorantin-Lanthenay | Selles-sur-Cher                 | CC Val-de-Cher-Controis             | 16,92            | 243 (2022)                        | 14                 | modifier les données · modifier les données |
| Lavardin                           | 41113      | 41800             | Vendôme              | Montoire-sur-le-Loir            | CA Territoires Vendômois            | 6,71             | 178 (2022)                        | 27                 | modifier les données · modifier les données |
| Lestiou                            | 41114      | 41500             | Blois                | La Beauce                       | CC Beauce Val de Loire              | 8,29             | 288 (2022)                        | 35                 | modifier les données · modifier les données |
| Lignières                          | 41115      | 41160             | Vendôme              | Le Perche                       | CC du Perche et Haut Vendômois      | 15,77            | 409 (2022)                        | 26                 | modifier les données · modifier les données |
| Lisle                              | 41116      | 41100             | Vendôme              | Le Perche                       | CC du Perche et Haut Vendômois      | 6,61             | 186 (2022)                        | 28                 | modifier les données · modifier les données |
| Loreux                             | 41118      | 41200             | Romorantin-Lanthenay | Romorantin-Lanthenay            | CC du Romorantinais et du Monestois | 29,95            | 224 (2022)                        | 7,5                | modifier les données · modifier les données |
| Lorges                             | 41119      | 41370             | Blois                | La Beauce                       | CC Beauce Val de Loire              | 13,52            | 353 (2022)                        | 26                 | modifier les données · modifier les données |
| Lunay                              | 41120      | 41360             | Vendôme              | Montoire-sur-le-Loir            | CA Territoires Vendômois            | 38,63            | 1 260 (2022)                      | 33                 | modifier les données · modifier les données |
| La Madeleine-Villefrouin           | 41121      | 41370             | Blois                | La Beauce                       | CC Beauce Val de Loire              | 9,68             | 32 (2022)                         | 3,3                | modifier les données · modifier les données |
| Maray                              | 41122      | 41320             | Romorantin-Lanthenay | Selles-sur-Cher                 | CC du Romorantinais et du Monestois | 27,80            | 226 (2022)                        | 8,1                | modifier les données · modifier les données |
| Marchenoir                         | 41123      | 41370             | Blois                | La Beauce                       | CC Beauce Val de Loire              | 9,42             | 679 (2022)                        | 72                 | modifier les données · modifier les données |
| Marcilly-en-Beauce                 | 41124      | 41100             | Vendôme              | Montoire-sur-le-Loir            | CA Territoires Vendômois            | 6,39             | 323 (2022)                        | 51                 | modifier les données · modifier les données |
| Marcilly-en-Gault                  | 41125      | 41210             | Romorantin-Lanthenay | La Sologne                      | CC de la Sologne des Étangs         | 50,31            | 742 (2022)                        | 15                 | modifier les données · modifier les données |
| Mareuil-sur-Cher                   | 41126      | 41110             | Romorantin-Lanthenay | Saint-Aignan                    | CC Val-de-Cher-Controis             | 31,88            | 1 155 (2022)                      | 36                 | modifier les données · modifier les données |
| La Marolle-en-Sologne              | 41127      | 41210             | Romorantin-Lanthenay | Chambord                        | CC de la Sologne des Étangs         | 25,24            | 365 (2022)                        | 14                 | modifier les données · modifier les données |
| Marolles                           | 41128      | 41330             | Blois                | Veuzain-sur-Loire               | CA de Blois « Agglopolys »          | 9,88             | 721 (2022)                        | 73                 | modifier les données · modifier les données |
| Maslives                           | 41129      | 41250             | Blois                | Chambord                        | CC du Grand Chambord                | 7,35             | 661 (2022)                        | 90                 | modifier les données · modifier les données |
| Maves                              | 41130      | 41500             | Blois                | La Beauce                       | CC Beauce Val de Loire              | 33,33            | 680 (2022)                        | 20                 | modifier les données · modifier les données |
| Mazangé                            | 41131      | 41100             | Vendôme              | Vendôme                         | CA Territoires Vendômois            | 24,26            | 816 (2022)                        | 34                 | modifier les données · modifier les données |
| Méhers                             | 41132      | 41140             | Romorantin-Lanthenay | Saint-Aignan                    | CC Val-de-Cher-Controis             | 18,27            | 308 (2022)                        | 17                 | modifier les données · modifier les données |
| Menars                             | 41134      | 41500             | Blois                | Blois-2                         | CA de Blois « Agglopolys »          | 4,50             | 620 (2022)                        | 138                | modifier les données · modifier les données |
| Mennetou-sur-Cher                  | 41135      | 41320             | Romorantin-Lanthenay | Selles-sur-Cher                 | CC du Romorantinais et du Monestois | 16,26            | 846 (2022)                        | 52                 | modifier les données · modifier les données |
| Mer                                | 41136      | 41500             | Blois                | La Beauce                       | CC Beauce Val de Loire              | 26,47            | 6 294 (2022)                      | 238                | modifier les données · modifier les données |
| Mesland                            | 41137      | 41150             | Blois                | Veuzain-sur-Loire               | CA de Blois « Agglopolys »          | 26,38            | 549 (2022)                        | 21                 | modifier les données · modifier les données |
| Meslay                             | 41138      | 41100             | Vendôme              | Vendôme                         | CA Territoires Vendômois            | 7,18             | 302 (2022)                        | 42                 | modifier les données · modifier les données |
| Meusnes                            | 41139      | 41130             | Romorantin-Lanthenay | Saint-Aignan                    | CC Val-de-Cher-Controis             | 13,35            | 1 039 (2022)                      | 78                 | modifier les données · modifier les données |
| Millançay                          | 41140      | 41200             | Romorantin-Lanthenay | Romorantin-Lanthenay            | CC de la Sologne des Étangs         | 57,94            | 722 (2022)                        | 12                 | modifier les données · modifier les données |
| Moisy                              | 41141      | 41160             | Vendôme              | Le Perche                       | CC du Perche et Haut Vendômois      | 17,33            | 341 (2022)                        | 20                 | modifier les données · modifier les données |
| Mondoubleau                        | 41143      | 41170             | Vendôme              | Le Perche                       | CC des Collines du Perche           | 4,84             | 1 306 (2022)                      | 270                | modifier les données · modifier les données |
| Mont-près-Chambord                 | 41150      | 41250             | Blois                | Chambord                        | CC du Grand Chambord                | 28,51            | 3 360 (2022)                      | 118                | modifier les données · modifier les données |
| Monteaux                           | 41144      | 41150             | Blois                | Veuzain-sur-Loire               | CA de Blois « Agglopolys »          | 6,27             | 723 (2022)                        | 115                | modifier les données · modifier les données |
| Monthou-sur-Bièvre                 | 41145      | 41120             | Blois                | Blois-3                         | CA de Blois « Agglopolys »          | 16,62            | 793 (2022)                        | 48                 | modifier les données · modifier les données |
| Monthou-sur-Cher                   | 41146      | 41400             | Romorantin-Lanthenay | Montrichard Val de Cher         | CC Val-de-Cher-Controis             | 20,16            | 993 (2022)                        | 49                 | modifier les données · modifier les données |
| Les Montils                        | 41147      | 41120             | Blois                | Blois-3                         | CA de Blois « Agglopolys »          | 9,27             | 1 925 (2022)                      | 208                | modifier les données · modifier les données |
| Montlivault                        | 41148      | 41350             | Blois                | Chambord                        | CC du Grand Chambord                | 10,73            | 1 307 (2022)                      | 122                | modifier les données · modifier les données |
| Montoire-sur-le-Loir               | 41149      | 41800             | Vendôme              | Montoire-sur-le-Loir            | CA Territoires Vendômois            | 21,02            | 3 678 (2022)                      | 175                | modifier les données · modifier les données |
| Montrichard Val de Cher            | 41151      | 41400             | Romorantin-Lanthenay | Montrichard Val de Cher         | CC Val-de-Cher-Controis             | 19,20            | 3 641 (2022)                      | 190                | modifier les données · modifier les données |
| Montrieux-en-Sologne               | 41152      | 41210             | Romorantin-Lanthenay | Chambord                        | CC de la Sologne des Étangs         | 34,11            | 636 (2022)                        | 19                 | modifier les données · modifier les données |
| Montrouveau                        | 41153      | 41800             | Vendôme              | Montoire-sur-le-Loir            | CA Territoires Vendômois            | 17,70            | 141 (2022)                        | 8,0                | modifier les données · modifier les données |
| Morée                              | 41154      | 41160             | Vendôme              | Le Perche                       | CC du Perche et Haut Vendômois      | 25,83            | 1 079 (2022)                      | 42                 | modifier les données · modifier les données |
| Muides-sur-Loire                   | 41155      | 41500             | Blois                | La Beauce                       | CC Beauce Val de Loire              | 9,15             | 1 250 (2022)                      | 137                | modifier les données · modifier les données |
| Mulsans                            | 41156      | 41500             | Blois                | La Beauce                       | CC Beauce Val de Loire              | 16,00            | 514 (2022)                        | 32                 | modifier les données · modifier les données |
| Mur-de-Sologne                     | 41157      | 41230             | Romorantin-Lanthenay | Selles-sur-Cher                 | CC du Romorantinais et du Monestois | 50,50            | 1 518 (2022)                      | 30                 | modifier les données · modifier les données |
| Naveil                             | 41158      | 41100             | Vendôme              | Montoire-sur-le-Loir            | CA Territoires Vendômois            | 13,28            | 2 439 (2022)                      | 184                | modifier les données · modifier les données |
| Neung-sur-Beuvron                  | 41159      | 41210             | Romorantin-Lanthenay | Chambord                        | CC de la Sologne des Étangs         | 63,00            | 1 263 (2022)                      | 20                 | modifier les données · modifier les données |
| Neuvy                              | 41160      | 41250             | Blois                | Chambord                        | CC du Grand Chambord                | 31,28            | 316 (2022)                        | 10                 | modifier les données · modifier les données |
| Nouan-le-Fuzelier                  | 41161      | 41600             | Romorantin-Lanthenay | La Sologne                      | CC Cœur de Sologne                  | 85,49            | 2 293 (2022)                      | 27                 | modifier les données · modifier les données |
| Nourray                            | 41163      | 41310             | Vendôme              | Montoire-sur-le-Loir            | CA Territoires Vendômois            | 12,17            | 126 (2022)                        | 10                 | modifier les données · modifier les données |
| Noyers-sur-Cher                    | 41164      | 41140             | Romorantin-Lanthenay | Saint-Aignan                    | CC Val-de-Cher-Controis             | 22,74            | 2 654 (2022)                      | 117                | modifier les données · modifier les données |
| Oisly                              | 41166      | 41700             | Romorantin-Lanthenay | Montrichard Val de Cher         | CC Val-de-Cher-Controis             | 10,61            | 390 (2022)                        | 37                 | modifier les données · modifier les données |
| Orçay                              | 41168      | 41300             | Romorantin-Lanthenay | Selles-sur-Cher                 | CC de la Sologne des Rivières       | 18,75            | 216 (2022)                        | 12                 | modifier les données · modifier les données |
| Oucques La Nouvelle                | 41171      | 41290             | Blois                | La Beauce                       | CC Beauce Val de Loire              | 49,37            | 1 647 (2022)                      | 33                 | modifier les données · modifier les données |
| Ouzouer-le-Doyen                   | 41172      | 41160             | Vendôme              | Le Perche                       | CC du Perche et Haut Vendômois      | 16,59            | 228 (2022)                        | 14                 | modifier les données · modifier les données |
| Périgny                            | 41174      | 41100             | Vendôme              | Montoire-sur-le-Loir            | CA Territoires Vendômois            | 10,41            | 168 (2022)                        | 16                 | modifier les données · modifier les données |
| Pezou                              | 41175      | 41100             | Vendôme              | Le Perche                       | CC du Perche et Haut Vendômois      | 13,97            | 1 093 (2022)                      | 78                 | modifier les données · modifier les données |
| Pierrefitte-sur-Sauldre            | 41176      | 41300             | Romorantin-Lanthenay | La Sologne                      | CC de la Sologne des Rivières       | 74,96            | 752 (2022)                        | 10                 | modifier les données · modifier les données |
| Le Plessis-Dorin                   | 41177      | 41170             | Vendôme              | Le Perche                       | CC des Collines du Perche           | 14,19            | 149 (2022)                        | 11                 | modifier les données · modifier les données |
| Le Plessis-l'Échelle               | 41178      | 41370             | Blois                | La Beauce                       | CC Beauce Val de Loire              | 11,70            | 58 (2022)                         | 5,0                | modifier les données · modifier les données |
| Le Poislay                         | 41179      | 41270             | Vendôme              | Le Perche                       | CC du Perche et Haut Vendômois      | 15,89            | 198 (2022)                        | 12                 | modifier les données · modifier les données |
| Pontlevoy                          | 41180      | 41400             | Romorantin-Lanthenay | Montrichard Val de Cher         | CC Val-de-Cher-Controis             | 51,12            | 1 537 (2022)                      | 30                 | modifier les données · modifier les données |
| Pouillé                            | 41181      | 41110             | Romorantin-Lanthenay | Saint-Aignan                    | CC Val-de-Cher-Controis             | 18,03            | 786 (2022)                        | 44                 | modifier les données · modifier les données |
| Pray                               | 41182      | 41190             | Vendôme              | Montoire-sur-le-Loir            | CA Territoires Vendômois            | 10,48            | 280 (2022)                        | 27                 | modifier les données · modifier les données |
| Prunay-Cassereau                   | 41184      | 41310             | Vendôme              | Montoire-sur-le-Loir            | CA Territoires Vendômois            | 32,85            | 587 (2022)                        | 18                 | modifier les données · modifier les données |
| Pruniers-en-Sologne                | 41185      | 41200             | Romorantin-Lanthenay | Selles-sur-Cher                 | CC du Romorantinais et du Monestois | 43,84            | 2 281 (2022)                      | 52                 | modifier les données · modifier les données |
| Rahart                             | 41186      | 41160             | Vendôme              | Le Perche                       | CA Territoires Vendômois            | 14,23            | 301 (2022)                        | 21                 | modifier les données · modifier les données |
| Renay                              | 41187      | 41100             | Vendôme              | Le Perche                       | CC du Perche et Haut Vendômois      | 12,05            | 176 (2022)                        | 15                 | modifier les données · modifier les données |
| Rhodon                             | 41188      | 41290             | Blois                | La Beauce                       | CC Beauce Val de Loire              | 7,12             | 116 (2022)                        | 16                 | modifier les données · modifier les données |
| Rilly-sur-Loire                    | 41189      | 41150             | Blois                | Blois-3                         | CA de Blois « Agglopolys »          | 10,22            | 455 (2022)                        | 45                 | modifier les données · modifier les données |
| Rocé                               | 41190      | 41100             | Vendôme              | Montoire-sur-le-Loir            | CA Territoires Vendômois            | 10,27            | 220 (2022)                        | 21                 | modifier les données · modifier les données |
| Roches                             | 41191      | 41370             | Blois                | La Beauce                       | CC Beauce Val de Loire              | 8,79             | 64 (2022)                         | 7,3                | modifier les données · modifier les données |
| Les Roches-l'Évêque                | 41192      | 41800             | Vendôme              | Montoire-sur-le-Loir            | CA Territoires Vendômois            | 2,40             | 289 (2022)                        | 120                | modifier les données · modifier les données |
| Romilly                            | 41193      | 41270             | Vendôme              | Le Perche                       | CC du Perche et Haut Vendômois      | 14,90            | 155 (2022)                        | 10                 | modifier les données · modifier les données |
| Romorantin-Lanthenay               | 41194      | 41200             | Romorantin-Lanthenay | Romorantin-Lanthenay            | CC du Romorantinais et du Monestois | 45,31            | 18 377 (2022)                     | 406                | modifier les données · modifier les données |
| Rougeou                            | 41195      | 41230             | Romorantin-Lanthenay | Saint-Aignan                    | CC Val-de-Cher-Controis             | 7,89             | 151 (2022)                        | 19                 | modifier les données · modifier les données |
| Ruan-sur-Egvonne                   | 41196      | 41270             | Vendôme              | Le Perche                       | CC du Perche et Haut Vendômois      | 11,35            | 80 (2022)                         | 7,0                | modifier les données · modifier les données |
| Saint-Aignan                       | 41198      | 41110             | Romorantin-Lanthenay | Saint-Aignan                    | CC Val-de-Cher-Controis             | 18,48            | 2 826 (2022)                      | 153                | modifier les données · modifier les données |
| Saint-Amand-Longpré                | 41199      | 41310             | Vendôme              | Montoire-sur-le-Loir            | CA Territoires Vendômois            | 21,37            | 1 214 (2022)                      | 57                 | modifier les données · modifier les données |
| Saint-Arnoult                      | 41201      | 41800             | Vendôme              | Montoire-sur-le-Loir            | CA Territoires Vendômois            | 9,57             | 310 (2022)                        | 32                 | modifier les données · modifier les données |
| Saint-Bohaire                      | 41203      | 41330             | Blois                | Veuzain-sur-Loire               | CA de Blois « Agglopolys »          | 14,06            | 493 (2022)                        | 35                 | modifier les données · modifier les données |
| Saint-Claude-de-Diray              | 41204      | 41350             | Blois                | Chambord                        | CC du Grand Chambord                | 9,17             | 1 772 (2022)                      | 193                | modifier les données · modifier les données |
| Saint-Cyr-du-Gault                 | 41205      | 41190             | Blois                | Veuzain-sur-Loire               | CA de Blois « Agglopolys »          | 26,06            | 174 (2022)                        | 6,7                | modifier les données · modifier les données |
| Saint-Denis-sur-Loire              | 41206      | 41000             | Blois                | Blois-2                         | CA de Blois « Agglopolys »          | 12,40            | 904 (2022)                        | 73                 | modifier les données · modifier les données |
| Saint-Dyé-sur-Loire                | 41207      | 41500             | Blois                | Chambord                        | CC du Grand Chambord                | 5,51             | 1 155 (2022)                      | 210                | modifier les données · modifier les données |
| Saint-Étienne-des-Guérets          | 41208      | 41190             | Blois                | Veuzain-sur-Loire               | CA de Blois « Agglopolys »          | 11,72            | 115 (2022)                        | 9,8                | modifier les données · modifier les données |
| Saint-Firmin-des-Prés              | 41209      | 41100             | Vendôme              | Le Perche                       | CA Territoires Vendômois            | 13,89            | 756 (2022)                        | 54                 | modifier les données · modifier les données |
| Saint-Georges-sur-Cher             | 41211      | 41400             | Romorantin-Lanthenay | Montrichard Val de Cher         | CC Val-de-Cher-Controis             | 23,78            | 2 711 (2022)                      | 114                | modifier les données · modifier les données |
| Saint-Gervais-la-Forêt             | 41212      | 41350             | Blois                | Vineuil                         | CA de Blois « Agglopolys »          | 8,97             | 3 184 (2022)                      | 355                | modifier les données · modifier les données |
| Saint-Gourgon                      | 41213      | 41310             | Vendôme              | Montoire-sur-le-Loir            | CA Territoires Vendômois            | 10,15            | 96 (2022)                         | 9,5                | modifier les données · modifier les données |
| Saint-Hilaire-la-Gravelle          | 41214      | 41160             | Vendôme              | Le Perche                       | CC du Perche et Haut Vendômois      | 17,57            | 656 (2022)                        | 37                 | modifier les données · modifier les données |
| Saint-Jacques-des-Guérets          | 41215      | 41800             | Vendôme              | Montoire-sur-le-Loir            | CA Territoires Vendômois            | 1,81             | 92 (2022)                         | 51                 | modifier les données · modifier les données |
| Saint-Jean-Froidmentel             | 41216      | 41160             | Vendôme              | Le Perche                       | CC du Perche et Haut Vendômois      | 17,20            | 507 (2022)                        | 29                 | modifier les données · modifier les données |
| Saint-Julien-de-Chédon             | 41217      | 41400             | Romorantin-Lanthenay | Montrichard Val de Cher         | CC Val-de-Cher-Controis             | 9,87             | 777 (2022)                        | 79                 | modifier les données · modifier les données |
| Saint-Julien-sur-Cher              | 41218      | 41320             | Romorantin-Lanthenay | Selles-sur-Cher                 | CC du Romorantinais et du Monestois | 15,99            | 756 (2022)                        | 47                 | modifier les données · modifier les données |
| Saint-Laurent-des-Bois             | 41219      | 41240             | Blois                | La Beauce                       | CC des Terres du Val de Loire       | 18,32            | 329 (2022)                        | 18                 | modifier les données · modifier les données |
| Saint-Laurent-Nouan                | 41220      | 41220             | Blois                | Chambord                        | CC du Grand Chambord                | 60,98            | 4 249 (2022)                      | 70                 | modifier les données · modifier les données |
| Saint-Léonard-en-Beauce            | 41221      | 41370             | Blois                | La Beauce                       | CC Beauce Val de Loire              | 40,66            | 638 (2022)                        | 16                 | modifier les données · modifier les données |
| Saint-Loup                         | 41222      | 41320             | Romorantin-Lanthenay | Selles-sur-Cher                 | CC du Romorantinais et du Monestois | 14,70            | 365 (2022)                        | 25                 | modifier les données · modifier les données |
| Saint-Lubin-en-Vergonnois          | 41223      | 41190             | Blois                | Veuzain-sur-Loire               | CA de Blois « Agglopolys »          | 17,06            | 776 (2022)                        | 45                 | modifier les données · modifier les données |
| Saint-Marc-du-Cor                  | 41224      | 41170             | Vendôme              | Le Perche                       | CC des Collines du Perche           | 13,09            | 183 (2022)                        | 14                 | modifier les données · modifier les données |
| Saint-Martin-des-Bois              | 41225      | 41800             | Vendôme              | Montoire-sur-le-Loir            | CA Territoires Vendômois            | 36,40            | 587 (2022)                        | 16                 | modifier les données · modifier les données |
| Saint-Ouen                         | 41226      | 41100             | Vendôme              | Vendôme                         | CA Territoires Vendômois            | 11,30            | 3 016 (2022)                      | 267                | modifier les données · modifier les données |
| Saint-Rimay                        | 41228      | 41800             | Vendôme              | Montoire-sur-le-Loir            | CA Territoires Vendômois            | 7,36             | 294 (2022)                        | 40                 | modifier les données · modifier les données |
| Saint-Romain-sur-Cher              | 41229      | 41140             | Romorantin-Lanthenay | Saint-Aignan                    | CC Val-de-Cher-Controis             | 31,17            | 1 458 (2022)                      | 47                 | modifier les données · modifier les données |
| Saint-Sulpice-de-Pommeray          | 41230      | 41000             | Blois                | Veuzain-sur-Loire               | CA de Blois « Agglopolys »          | 11,50            | 1 841 (2022)                      | 160                | modifier les données · modifier les données |
| Saint-Viâtre                       | 41231      | 41210             | Romorantin-Lanthenay | La Sologne                      | CC de la Sologne des Étangs         | 89,79            | 1 185 (2022)                      | 13                 | modifier les données · modifier les données |
| Sainte-Anne                        | 41200      | 41100             | Vendôme              | Vendôme                         | CA Territoires Vendômois            | 5,13             | 478 (2022)                        | 93                 | modifier les données · modifier les données |
| Salbris                            | 41232      | 41300             | Romorantin-Lanthenay | La Sologne                      | CC de la Sologne des Rivières       | 106,61           | 4 880 (2022)                      | 46                 | modifier les données · modifier les données |
| Sambin                             | 41233      | 41120             | Blois                | Blois-3                         | CA de Blois « Agglopolys »          | 20,83            | 872 (2022)                        | 42                 | modifier les données · modifier les données |
| Santenay                           | 41234      | 41190             | Blois                | Veuzain-sur-Loire               | CA de Blois « Agglopolys »          | 30,28            | 293 (2022)                        | 9,7                | modifier les données · modifier les données |
| Sargé-sur-Braye                    | 41235      | 41170             | Vendôme              | Le Perche                       | CC des Collines du Perche           | 42,61            | 956 (2022)                        | 22                 | modifier les données · modifier les données |
| Sasnières                          | 41236      | 41310             | Vendôme              | Montoire-sur-le-Loir            | CA Territoires Vendômois            | 7,83             | 90 (2022)                         | 11                 | modifier les données · modifier les données |
| Sassay                             | 41237      | 41700             | Romorantin-Lanthenay | Montrichard Val de Cher         | CC Val-de-Cher-Controis             | 16,44            | 1 110 (2022)                      | 68                 | modifier les données · modifier les données |
| Savigny-sur-Braye                  | 41238      | 41360             | Vendôme              | Le Perche                       | CA Territoires Vendômois            | 67,18            | 1 960 (2022)                      | 29                 | modifier les données · modifier les données |
| Seigy                              | 41239      | 41110             | Romorantin-Lanthenay | Saint-Aignan                    | CC Val-de-Cher-Controis             | 8,18             | 982 (2022)                        | 120                | modifier les données · modifier les données |
| Selles-Saint-Denis                 | 41241      | 41300             | Romorantin-Lanthenay | La Sologne                      | CC de la Sologne des Rivières       | 50,98            | 1 340 (2022)                      | 26                 | modifier les données · modifier les données |
| Selles-sur-Cher                    | 41242      | 41130             | Romorantin-Lanthenay | Selles-sur-Cher                 | CC Val-de-Cher-Controis             | 25,74            | 4 225 (2022)                      | 164                | modifier les données · modifier les données |
| Selommes                           | 41243      | 41100             | Vendôme              | Montoire-sur-le-Loir            | CA Territoires Vendômois            | 28,01            | 795 (2022)                        | 28                 | modifier les données · modifier les données |
| Séris                              | 41245      | 41500             | Blois                | La Beauce                       | CC Beauce Val de Loire              | 17,52            | 396 (2022)                        | 23                 | modifier les données · modifier les données |
| Seur                               | 41246      | 41120             | Blois                | Blois-3                         | CA de Blois « Agglopolys »          | 3,85             | 486 (2022)                        | 126                | modifier les données · modifier les données |
| Soings-en-Sologne                  | 41247      | 41230             | Romorantin-Lanthenay | Saint-Aignan                    | CC Val-de-Cher-Controis             | 35,30            | 1 570 (2022)                      | 44                 | modifier les données · modifier les données |
| Souesmes                           | 41249      | 41300             | Romorantin-Lanthenay | La Sologne                      | CC de la Sologne des Rivières       | 99,50            | 1 013 (2022)                      | 10                 | modifier les données · modifier les données |
| Sougé                              | 41250      | 41800             | Vendôme              | Le Perche                       | CA Territoires Vendômois            | 16,88            | 478 (2022)                        | 28                 | modifier les données · modifier les données |
| Souvigny-en-Sologne                | 41251      | 41600             | Romorantin-Lanthenay | La Sologne                      | CC Cœur de Sologne                  | 41,55            | 509 (2022)                        | 12                 | modifier les données · modifier les données |
| Suèvres                            | 41252      | 41500             | Blois                | La Beauce                       | CC Beauce Val de Loire              | 36,65            | 1 583 (2022)                      | 43                 | modifier les données · modifier les données |
| Talcy                              | 41253      | 41370             | Blois                | La Beauce                       | CC Beauce Val de Loire              | 15,21            | 277 (2022)                        | 18                 | modifier les données · modifier les données |
| Le Temple                          | 41254      | 41170             | Vendôme              | Le Perche                       | CC des Collines du Perche           | 13,32            | 173 (2022)                        | 13                 | modifier les données · modifier les données |
| Ternay                             | 41255      | 41800             | Vendôme              | Montoire-sur-le-Loir            | CA Territoires Vendômois            | 14,38            | 330 (2022)                        | 23                 | modifier les données · modifier les données |
| Theillay                           | 41256      | 41300             | Romorantin-Lanthenay | Selles-sur-Cher                 | CC de la Sologne des Rivières       | 96,38            | 1 252 (2022)                      | 13                 | modifier les données · modifier les données |
| Thésée                             | 41258      | 41140             | Romorantin-Lanthenay | Saint-Aignan                    | CC Val-de-Cher-Controis             | 17,61            | 1 171 (2022)                      | 66                 | modifier les données · modifier les données |
| Thoré-la-Rochette                  | 41259      | 41100             | Vendôme              | Montoire-sur-le-Loir            | CA Territoires Vendômois            | 10,78            | 817 (2022)                        | 76                 | modifier les données · modifier les données |
| Thoury                             | 41260      | 41220             | Blois                | Chambord                        | CC du Grand Chambord                | 15,76            | 425 (2022)                        | 27                 | modifier les données · modifier les données |
| Tour-en-Sologne                    | 41262      | 41250             | Blois                | Chambord                        | CC du Grand Chambord                | 26,34            | 1 133 (2022)                      | 43                 | modifier les données · modifier les données |
| Tourailles                         | 41261      | 41190             | Vendôme              | Montoire-sur-le-Loir            | CA Territoires Vendômois            | 7,46             | 129 (2022)                        | 17                 | modifier les données · modifier les données |
| Troo                               | 41265      | 41800             | Vendôme              | Montoire-sur-le-Loir            | CA Territoires Vendômois            | 14,19            | 304 (2022)                        | 21                 | modifier les données · modifier les données |
| Valaire                            | 41266      | 41120             | Blois                | Blois-3                         | CA de Blois « Agglopolys »          | 6,68             | 84 (2022)                         | 13                 | modifier les données · modifier les données |
| Valencisse                         | 41142      | 41190             | Blois                | Veuzain-sur-Loire               | CA de Blois « Agglopolys »          | 43,76            | 2 329 (2022)                      | 53                 | modifier les données · modifier les données |
| Vallée-de-Ronsard                  | 41070      | 41800             | Vendôme              | Montoire-sur-le-Loir            | CA Territoires Vendômois            | 19,95            | 527 (2022)                        | 26                 | modifier les données · modifier les données |
| Vallières-les-Grandes              | 41267      | 41400             | Romorantin-Lanthenay | Montrichard Val de Cher         | CC Val-de-Cher-Controis             | 40,75            | 944 (2022)                        | 23                 | modifier les données · modifier les données |
| Valloire-sur-Cisse                 | 41055      | 41150             | Blois                | Veuzain-sur-Loire               | CA de Blois « Agglopolys »          | 40,36            | 2 433 (2022)                      | 60                 | modifier les données · modifier les données |
| Veilleins                          | 41268      | 41230             | Romorantin-Lanthenay | Romorantin-Lanthenay            | CC de la Sologne des Étangs         | 43,26            | 148 (2022)                        | 3,4                | modifier les données · modifier les données |
| Vendôme                            | 41269      | 41100             | Vendôme              | Vendôme                         | CA Territoires Vendômois            | 23,89            | 15 566 (2022)                     | 652                | modifier les données · modifier les données |
| Vernou-en-Sologne                  | 41271      | 41230             | Romorantin-Lanthenay | Romorantin-Lanthenay            | CC de la Sologne des Étangs         | 51,31            | 557 (2022)                        | 11                 | modifier les données · modifier les données |
| Veuzain-sur-Loire                  | 41167      | 41150             | Blois                | Veuzain-sur-Loire               | CA de Blois « Agglopolys »          | 37,96            | 3 327 (2022)                      | 88                 | modifier les données · modifier les données |
| Vievy-le-Rayé                      | 41273      | 41290             | Blois                | La Beauce                       | CC Beauce Val de Loire              | 45,12            | 466 (2022)                        | 10                 | modifier les données · modifier les données |
| Villavard                          | 41274      | 41800             | Vendôme              | Montoire-sur-le-Loir            | CA Territoires Vendômois            | 5,18             | 125 (2022)                        | 24                 | modifier les données · modifier les données |
| La Ville-aux-Clercs                | 41275      | 41160             | Vendôme              | Le Perche                       | CA Territoires Vendômois            | 26,61            | 1 223 (2022)                      | 46                 | modifier les données · modifier les données |
| Villebarou                         | 41276      | 41000             | Blois                | Blois-2                         | CA de Blois « Agglopolys »          | 9,11             | 2 558 (2022)                      | 281                | modifier les données · modifier les données |
| Villebout                          | 41277      | 41270             | Vendôme              | Le Perche                       | CC du Perche et Haut Vendômois      | 11,21            | 119 (2022)                        | 11                 | modifier les données · modifier les données |
| Villechauve                        | 41278      | 41310             | Vendôme              | Montoire-sur-le-Loir            | CA Territoires Vendômois            | 11,02            | 255 (2022)                        | 23                 | modifier les données · modifier les données |
| Villedieu-le-Château               | 41279      | 41800             | Vendôme              | Montoire-sur-le-Loir            | CA Territoires Vendômois            | 29,65            | 384 (2022)                        | 13                 | modifier les données · modifier les données |
| Villefranche-sur-Cher              | 41280      | 41200             | Romorantin-Lanthenay | Selles-sur-Cher                 | CC du Romorantinais et du Monestois | 27,23            | 2 657 (2022)                      | 98                 | modifier les données · modifier les données |
| Villefrancœur                      | 41281      | 41330             | Blois                | Veuzain-sur-Loire               | CA de Blois « Agglopolys »          | 18,08            | 420 (2022)                        | 23                 | modifier les données · modifier les données |
| Villeherviers                      | 41282      | 41200             | Romorantin-Lanthenay | Romorantin-Lanthenay            | CC du Romorantinais et du Monestois | 38,90            | 412 (2022)                        | 11                 | modifier les données · modifier les données |
| Villemardy                         | 41283      | 41100             | Vendôme              | Montoire-sur-le-Loir            | CA Territoires Vendômois            | 12,17            | 269 (2022)                        | 22                 | modifier les données · modifier les données |
| Villeneuve-Frouville               | 41284      | 41290             | Blois                | La Beauce                       | CC Beauce Val de Loire              | 4,36             | 65 (2022)                         | 15                 | modifier les données · modifier les données |
| Villeny                            | 41285      | 41220             | Romorantin-Lanthenay | Chambord                        | CC de la Sologne des Étangs         | 33,98            | 494 (2022)                        | 15                 | modifier les données · modifier les données |
| Villeporcher                       | 41286      | 41310             | Vendôme              | Montoire-sur-le-Loir            | CA Territoires Vendômois            | 12,10            | 146 (2022)                        | 12                 | modifier les données · modifier les données |
| Villerable                         | 41287      | 41100             | Vendôme              | Montoire-sur-le-Loir            | CA Territoires Vendômois            | 16,81            | 490 (2022)                        | 29                 | modifier les données · modifier les données |
| Villerbon                          | 41288      | 41000             | Blois                | Blois-2                         | CA de Blois « Agglopolys »          | 17,28            | 832 (2022)                        | 48                 | modifier les données · modifier les données |
| Villermain                         | 41289      | 41240             | Blois                | La Beauce                       | CC des Terres du Val de Loire       | 28,75            | 388 (2022)                        | 13                 | modifier les données · modifier les données |
| Villeromain                        | 41290      | 41100             | Vendôme              | Montoire-sur-le-Loir            | CA Territoires Vendômois            | 13,08            | 222 (2022)                        | 17                 | modifier les données · modifier les données |
| Villetrun                          | 41291      | 41100             | Vendôme              | Montoire-sur-le-Loir            | CA Territoires Vendômois            | 6,83             | 318 (2022)                        | 47                 | modifier les données · modifier les données |
| Villexanton                        | 41292      | 41500             | Blois                | La Beauce                       | CC Beauce Val de Loire              | 11,53            | 203 (2022)                        | 18                 | modifier les données · modifier les données |
| Villiers-sur-Loir                  | 41294      | 41100             | Vendôme              | Vendôme                         | CA Territoires Vendômois            | 9,96             | 1 115 (2022)                      | 112                | modifier les données · modifier les données |
| Villiersfaux                       | 41293      | 41100             | Vendôme              | Montoire-sur-le-Loir            | CA Territoires Vendômois            | 7,22             | 246 (2022)                        | 34                 | modifier les données · modifier les données |
| Vineuil                            | 41295      | 41350             | Blois                | Vineuil                         | CA de Blois « Agglopolys »          | 22,34            | 8 050 (2022)                      | 360                | modifier les données · modifier les données |
| Vouzon                             | 41296      | 41600             | Romorantin-Lanthenay | La Sologne                      | CC Cœur de Sologne                  | 78,25            | 1 424 (2022)                      | 18                 | modifier les données · modifier les données |
| Yvoy-le-Marron                     | 41297      | 41600             | Romorantin-Lanthenay | La Sologne                      | CC de la Sologne des Étangs         | 48,92            | 757 (2022)                        | 15                 | modifier les données · modifier les données |
| Loir-et-Cher                       | 41         |                   |                      |                                 |                                     | 6 343,00         | 328 953 (2022)                    | 52                 | modifier les données                        |